# Совет ста четырёх
Совет ста четырёх, или миат (финик. 𐤌𐤀𐤕, M't) — контрольный орган и высшая судебная инстанция Карфагена во второй половине V—II веках до н. э.

## Создание
Во второй половине V века до н. э. Магониды — влиятельный род, занимавший ключевые государственные посты в предшествующие сто лет, — были отстранены от власти остальными аристократическими семействами. Усилившаяся экономически благодаря политике Магонидов карфагенская рабовладельческая олигархия (купцы, владельцы ремесленных мастерских, крупные рабовладельцы) стремилась к непосредственному участию в управлении государством и добилась своей цели, создав специальный орган, ограничивавший власть полководцев, — совет ста четырёх. Совет не был выборным органом: его члены назначались особыми коллегиями из пяти человек (называемыми греческими авторами «пентархиями») по признаку принадлежности к олигархическому роду из числа членов совета старейшин («сената»). Состав самих пентархий не зависел от волеизъявления народа: он пополнялся путём кооптации. Высказывается предположение о том, что в совет могли входить сто «сенаторов», оба суффета, казначей и верховный жрец (раб куханим). Поставленные, таким образом, под контроль олигархического совета, прежние карфагенские правители потеряли всякое политическое значение. Впоследствии контрольные функции совета ста четырёх были распространены и на другие магистратуры.

## Роль в политической системе
В те времена в Карфагене господствовало сословие судей; они были тем сильнее, что их должность была пожизненной — в ней те же самые люди оставались бессменно. Имущество, доброе имя, сама жизнь каждого — всё было в их власти. Если кто задевал кого-нибудь одного из их сословия, против него ополчались все; при враждебности судей на такого сразу находился и обвинитель.
Подобная система была введена, чтобы помешать установлению в Карфагене тирании. Под контроль совета ста четырёх была поставлена, прежде всего, деятельность полководцев: командуя составлявшими в карфагенской армии большинство наёмниками, они могли повести их против собственного государства, чтобы захватить власть.
Первоначально этот орган должен был лишь разбирать деятельность суффетов, главнокомандующих и старейшин по окончании срока их полномочий, но постепенно сосредоточил в своих руках всё влияние, так как страх перед контролем этих, нередко пристрастных и жестоких, судей заставлял всех карфагенских чиновников действовать в угоду им. Любое превышение полномочий сурово наказывалось. По свидетельству Диодора Сицилийского, распятием или изгнанием карали даже тех, чьи действия заслуживала лишь упрёка.
Аристотель сравнивает совет ста четырёх со спартанскими эфорами.

## Реформа Ганнибала
Ганнибал, придя к власти после поражения во Второй Пунической войне на волне мощного демократического движения, сделал всё, чтобы подготовить Карфаген к возобновлению борьбы Римом. С этой целью он установил свою единоличную диктатуру; выборные должностные лица теперь должны были регулярно отчитываться перед ним в своих действиях. Он реорганизовал и совет ста четырёх, который превратился в выборный орган: его члены стали ежегодно сменяться (195 год до н. э.). Карфагенская аристократия утратила этот важнейший оплот своего господства.